# Sirseni
Sirseni (nep. सिर्सेनी) – gaun wikas samiti w zachodniej części Nepalu w strefie Lumbini w dystrykcie Gulmi. Według nepalskiego spisu powszechnego z 2001 roku liczył on 758 gospodarstw domowych i 3671 mieszkańców (1931 kobiet i 1740 mężczyzn).